# Pfaffenhofen, Heilbronn
Pfaffenhofen (tiếng Đức: [p͡fafn̩ˈhoːfn̩] ⓘ) là một đô thị ở district of Heilbronn trong bang Baden-Württemberg ở nước Đức. Đô thị này có diện tích 12,10 km², dân số thời điểm 31 tháng 6 năm 2006 là 2379 người.
Pfaffenhofen tọa lạc tại Zaber, tây nam huyện Heilbronn.

## Đô thị giáp ranh
Các xã và thị trấn giáp ranh Pfaffenhofen (từ phía tây theo chiều kim đồng hồ): Zaberfeld, Eppingen, Güglingen (tất cả đều thuộc huyện Heilbronn) và Sachsenheim (huyện Ludwigsburg). 